# Mario Junquera
Junquera  San Millán est un nom espagnol. Le premier nom de famille, en général paternel, est Junquera ; le second, en général maternel, souvent omis, est San Millán.
Mario Junquera San Millán, né le 28 janvier 1997 à Gijón, est un coureur cycliste espagnol.

## Biographie
En 2015, Mario Junquera représente l'Espagne aux championnats d'Europe et aux championnats du monde de cyclo-cross chez les juniors (moins de 19 ans). L'année suivante, il se classe troisième du championnat d'Espagne de cyclo-cross espoirs (moins de 23 ans). Il devient également champion des Asturies sur route en 2017,, ou encore vice-champion national de cyclo-cross espoirs en 2018.
En 2022, il s'impose sur une manche de la Coupe d'Espagne de cyclo-cross, disputée à Les Franqueses. Il s'agit de sa première victoire obtenue sur une compétition inscrite au calendrier de l'UCI. En 2024, il brille lors des championnats d'Espagne de cyclo-cross en terminant premier du relais mixte et troisième de l'épreuve individuelle. Il est aussi sélectionné en équipe nationale pour participer aux championnats du monde, chez les élites.

## Palmarès en cyclo-cross
- 2015-2016
  - 3e du championnat d'Espagne de cyclo-cross espoirs
- 2017-2018
  - 2e du championnat d'Espagne de cyclo-cross espoirs
- 2022-2023
  - Coupe d'Espagne #3, Les Franqueses
- 2023-2024
  -  Champion d'Espagne de cyclo-cross en relais mixte
  - 3e du championnat d'Espagne de cyclo-cross
- 2024-2025
  -  Champion d'Espagne de cyclo-cross en relais mixte
  - Ciclocrosse Internacional De Vouzela, Vouzela
  - 3e du championnat d'Espagne de cyclo-cross

## Palmarès sur route
- 2017
  - Champion des Asturies sur route
- 2019
  - Circuito Nuestra Señora del Portal
- 2022
  - Circuito Nuestra Señora del Portal
- 2023
  - 2e du Circuito Nuestra Señora del Portal